# سیلاب‌کند
در علم زمین‌شناسی به شکاف‌ها و شیارهایی که به سبب جاری شدن سیل در روی زمین پدید می‌آید سیلاب‌کَند گفته می‌شود.
به عبارت دیگر سیلاب‌کندها آب‌کندهای نسبتاً کوچک و جوی‌مانند هستند که پس از جاری شدن سیل پدید می‌آیند.
در آفریقای جنوبی به این پدیده که در آن‌جا بیشتر منشأ فرسایش خاک دارد دونگا گفته می‌شود.
در جنگ‌های بوئرها از سیلاب‌کندهای آفریقای جنوبی استفاده زیادی به عنوان سنگر شد.